# Edem pulmonar
Edemul pulmonar este o afecțiune medicală care constă în acumularea de lichid în plămâni, ceea ce îngreunează sever respirația. În majoritatea cazurilor, edemul pulmonar este cauzat de o afecțiune a inimii. Alți factori de risc includ pneumonia, expunerea la anumite toxine, administrarea anumitor medicamente, zborul la altitudini mari sau loviturile puternice la nivelul pieptului. Tratamentul edemului pulmonar presupune, de regulă, administrarea anumitor medicamente și terapia cu oxigen.